# Gymnostachyum magnum
Gymnostachyum magnum är en akantusväxtart som beskrevs av C. B. Cl.. Gymnostachyum magnum ingår i släktet Gymnostachyum och familjen akantusväxter. Inga underarter finns listade i Catalogue of Life.